# Compagnie ivoirienne d'électricité
 (mai 2024).
La mise en forme du texte ne suit pas les recommandations de Wikipédia : il faut le « wikifier ».
Les points d'amélioration suivants sont les cas les plus fréquents. Le détail des points à revoir est peut-être précisé sur la page de discussion.
- Les titres sont pré-formatés par le logiciel. Ils ne sont ni en capitales, ni en gras.
- Le texte ne doit pas être écrit en capitales (les noms de famille non plus), ni en gras, ni en italique, ni en « petit »…
- Le gras n'est utilisé que pour surligner le titre de l'article dans l'introduction, une seule fois.
- L'italique est rarement utilisé : mots en langue étrangère, titres d'œuvres, noms de bateaux, etc.
- Les citations ne sont pas en italique mais en corps de texte normal. Elles sont entourées par des guillemets français : « et ».
- Les listes à puces sont à éviter, des paragraphes rédigés étant largement préférés. Les tableaux sont à réserver à la présentation de données structurées (résultats, etc.).
- Les appels de note de bas de page (petits chiffres en exposant, introduits par l'outil «  Source ») sont à placer entre la fin de phrase et le point final[comme ça].
- Les liens internes (vers d'autres articles de Wikipédia) sont à choisir avec parcimonie. Créez des liens vers des articles approfondissant le sujet. Les termes génériques sans rapport avec le sujet sont à éviter, ainsi que les répétitions de liens vers un même terme.
- Les liens externes sont à placer uniquement dans une section « Liens externes », à la fin de l'article. Ces liens sont à choisir avec parcimonie suivant les règles définies. Si un lien sert de source à l'article, son insertion dans le texte est à faire par les notes de bas de page.
- La présentation des références doit suivre les conventions bibliographiques. Il est recommandé d'utiliser les modèles {{Ouvrage}}, {{Chapitre}}, {{Article}}, {{Lien web}} et/ou {{Bibliographie}}. Le mode d'édition visuel peut mettre en forme automatiquement les références.
- Insérer une infobox (cadre d'informations à droite) n'est pas obligatoire pour parachever la mise en page.

Pour une aide détaillée, merci de consulter Aide:Wikification.
Si vous pensez que ces points ont été résolus, vous pouvez retirer ce bandeau et améliorer la mise en forme d'un autre article.
 (décembre 2024).
 (décembre 2024).
Pour les articles homonymes, voir CIE.
La Compagnie ivoirienne d'électricité (CIE) est filiale du groupe Eranove liée à l’État de Côte d’Ivoire par une convention de concession de type affermage pour l’exploitation des ouvrages de production, de transport et de distribution, de commercialisation, d’importation et d’exportation d’énergie électrique. Elle est l'un des leaders de son secteur énergétique sur le continent africain. Avec un capital de 14 milliards de francs CFA (près de 22 millions d'euros), la CIE a pris le relais de l'ancienne compagnie nationale EECI. Elle exporte de l'électricité vers le Bénin, le Burkina Faso, le Ghana, le Togo, le Mali et en Guinée. 

## Production
- 6 centrales hydrauliques (604 MW). 1 516 GWh produits en 2016
- 1 centrale thermique (100 MW). 236 GWh produits en 2016
- Taux de disponibilité thermique : 80 %

## Distribution
- 22 336 km de réseaux HTA
- 19 599 km de réseaux BTA
- 454 195 foyers d’éclairage public
- 1 service de dépannage gratuit 24 h / 7 j

## Transport
- 5 093 km de réseaux
- 3 lignes transfrontalières (Ghana, Burkina Faso, Mali)
- Rendement de transport : 93 %

## Commercialisation
- 1 626 653 clients basse tension
- 4 790 clients haute tension
- 96 points d’accueil clientèle
- 1 centre de Relation clients : joignable au 179
- Rendement de distribution : 85 %

## Privatisation
La privatisation du secteur a conduit à des résultats concernant le raccordement de la clientèle[réf. nécessaire], le temps moyen de coupures et la redevance reversée à l'État au titre de la concession. Durant les six premiers mois 2017, l'entreprise donne un temps moyen de coupure d'un peu plus de 12 h ; cette estimation est contestée car dans certaines parties de Cocody, le temps de coupure en décembre 2017 était de 53 h.
| Libellés                              |
| Nombre de clients BT                  |
| Nombre de clients HT                  |
| Nombre de clients                     |
| Branchements et raccordements         |
| *Branchements ordinaires (dont BM/UE) |
| Branchements PEPT                     |
| Raccordements HT                      |

| 2014      |
| 1 311 741 |
| 4 096     |
| 1 315 837 |
| 82 467    |
| 81 651    |
| 528       |
| 288       |

| 2015      |
| 1 428 317 |
| 4 462     |
| 1 432 779 |
| 106 531   |
| 72 099    |
| 34 432    |
| 365       |

| 2016      |
| 1 626 653 |
| 4 790     |
| 1 631 443 |
| 224 015   |
| 82 630    |
| 141 385   |
| 364       |

| % 2016-2015 |
| +14 %       |
| +7 %        |
| +14 %       |
| +110 %      |
| +15 %       |
| +311 %      |
| 0 %         |

| 2016-2015 |
| +198 336  |
| + 328     |
| +198 664  |
| +117 484  |
| +10 531   |
| +106 953  |
| -1        |

## Position en Afrique
La CIE est un des leaders de son secteur sur le continent africain. La CIE fournit de l'énergie dans presque toute l'Afrique de l'Ouest. La compagnie s'apprête à s'installer en Guinée, au Libéria, au Bénin et dans d'autres pays africains.

## Moyens de paiement moderne
Parmi les prestations de service offertes par CIE à ses clients, il faut citer particulièrement : les facilités de paiement de factures (utilisation des boîtes à chèques, paiement déplacé, paiement par prélèvement automatique, paiement par Orange money, MTN money, MOOV money ou aux caisses de la NSIA BANQUE, SGBCI, BACI) et le dépannage opérationnel en appelant au 179 disponible 24 h/24 et 7 jours sur 7.

## Décentralisation
La décentralisation est complétée par une délégation effective du pouvoir de décision ; et une responsabilisation des collaborateurs et des managers. Par ailleurs, pour renforcer ces aspects et grâce à une hiérarchie courte, la communication est un des fondements essentiels de la philosophie de management de CIE. La décentralisation de la gestion clientèle dans les directions régionales, elles-mêmes subdivisées en secteurs et arrondissements, est une autre réalité de CIE. Cette décentralisation, qui va jusqu'aux aspects budgétaires, est confortée par un contrôle permanent des procédures, trouve un appui efficace dans l'outil informatique de la CIE, et notamment par la mise au point, dès 1992, d'un logiciel spécifique de gestion des abonnés à l'électricité : GESABEL.
De plus, CIE dispose de centres de formation continue de son personnel: le Centre des métiers d'électricité et l'ESIE, situés à Bingerville.

## Crise énergétique de février-mai 2010
En février 2010, à la suite d'une mauvaise appréciation des ressources énergétiques, le concessionnaire principal, en l'occurrence la CIE, commence à procéder à des délestages au niveau du territoire ivoirien ouvrant une seconde période de crise énergétique en Côte d'Ivoire après celle de 1984. Selon Eddy Simon, directeur général de l’énergie au ministère des Mines et de l’Énergie, « Le système électrique national connaît en ce moment une diminution de sa capacité de production d’énergie électrique qui se traduit par des difficultés à satisfaire l’ensemble des besoins en électricité des populations ». Ainsi, un programme de délestage temporaire est mis en place, prenant en compte les priorités suivantes : 
- sauvegarder le tissu économique permettant ainsi de préserver les emplois (industries, entreprises) ;
- assurer l’alimentation des stations de pompage et châteaux d’eau de la SODECI ;
- assurer l’alimentation des centres hospitaliers.

Mais on constate que cette crise énergétique gangrène l'économie nationale en provoquant l'arrêt des machines dans l'outil de travail industriel, obligeant les entreprises à mettre en place des programmes de chômage structurels et investir davantage dans l'achat de groupes électrogènes. Au niveau régional, cette crise retarde le projet de l'Uemoa d'interconnexion électrique ouest-africain dont le fournisseur essentiel devait être la Côte d'Ivoire grâce à ses « grandes capacités de production ». Ainsi le secteur ivoirien de l’électricité a commencé à importer de l’énergie du Ghana pour environ 25 MW et ceci, en application du contrat d’échanges d’énergie qui existe entre les deux pays. En mai 2010, pour accroître la capacité de production, un contrat de location pour une durée de deux ans a été signé avec une société écossaise pour la fourniture d'une centrale électrique temporaire de 70 MW fonctionnant au gaz naturel, sur le site de Vridi.